# Tropobius morelus
Tropobius morelus är en mångfotingart som beskrevs av Chamberlin 1943. Tropobius morelus ingår i släktet Tropobius och familjen stenkrypare. Inga underarter finns listade i Catalogue of Life.